# Yamaha 535 Virago
La Yamaha XV 535, aussi appelée 535 Virago, est une moto fabriquée par la firme japonaise Yamaha. Elle fait partie de la gamme Virago, nom d'usage de certaines motos custom chez Yamaha comme les XV 750 ou XV 1100. Elle se positionne comme une moto de balade de taille moyenne avec une cylindrée de 535 cm3.
Cette moto est assez unique en ce qu'elle est l'une des rares petites motos de style custom utilisant une transmission par arbre et cardan au lieu d'un système à chaîne ou à courroie, et animée par un moteur bicylindre en V de cette taille. Son style avec de nombreux éléments chromés est également distinctif.
Ce modèle a été abandonné en 1999 aux États-Unis et en 2000 en Europe lorsque la gamme de motos « Star » a pris le relais comme ligne custom chez Yamaha. La DragStar 650 (V-Star 650 aux États-Unis) pourrait être considérée comme le successeur du 535 Virago.

## Modèles américains de 1987 à 1988
Première et unique année avec le réservoir de carburant sous le siège d'une capacité de neuf litres. Le réservoir sur le dessus face au conducteur était factice, contenant uniquement du matériel électrique, ce qui limitait considérablement l'autonomie de la moto.

## Modèle européen de 1988
La Yamaha XV 535 est présentée en Europe fin 1987 et commercialisée début 1988. Ce millésime est le seul à n'avoir qu'un petit réservoir d'essence de 8,6 L (dont 2 L de réserve) situé sous la selle, devant la roue arrière. Le faux réservoir supérieur est orné de l'inscription Yamaha. Les caches inférieurs latéraux sont ornés d'un « V » pour « Virago ». Le disque du frein avant est plein et le guidon en forme de « cornes de vache ».

## Modèles américains à partir de 1988
La XV 535 évolue en 1988, notamment en étant dotée d'un ensemble de deux réservoirs d'une capacité totale de 13,5 L. Ses caractéristiques sont identiques à celles des modèles commercialisés en Europe l'année à partir de 1989, détaillées dans le chapitre suivant.

## Modèles européens à partir de 1989
À partir de 1989, la XV 535 est dotée d'un double réservoir d'essence d'une capacité totale de 13,5 L, dont 2,5 L de réserve, désormais orné du sigle « Virago », et le disque de frein avant est ajouré. Tout en gardant la même esthétique générale, elle subit plusieurs changements entre 1989 et 1996 : option guidon plat ou courbé (1990), élargissement de la gamme des coloris (à partir de 1991), allumage numérique TCI (1991), modèle « S » avec de nombreux éléments chromés (1994), frein avant à double piston (1995).
La Virago 535 a une réputation de grande fiabilité, notamment grâce à sa transmission par arbre et cardan et son moteur bicylindre en V. Légère, maniable et de faible hauteur, elle est accessible à tous les gabarits de pilote. Son autonomie dépasse 200 km sur petites routes à partir du millésime 1989 grâce au réservoir de plus de 13 L. Le frein avant, critiqué pour son manque d'efficacité sur les premiers modèles, est amélioré en 1995. La suspension arrière reste son principal point faible, avec une propension aux « coups de raquette » sur chaussée dégradée.
Le tableau ci-dessous donne une vue d'ensemble des évolutions de la XV 535.
| Année | Premier n° de série                                                            | Couleurs proposées                                                                  | Remarques |
| ----- | ------------------------------------------------------------------------------ | ----------------------------------------------------------------------------------- | --- |
| 1988  | 2 YL 000 101                                                                   | Empress Maroon (97/EMM)                                                             | Seule année avec un seul réservoir, sous la selle, d'une contenance totale de 8,6 L. La boîte à air est surmontée d'un faux réservoir qui n'est qu'un cache. |
| 1989  | 2 YL 005 101 (guidon plat) 2 YL 015 101 (guidon courbé)                        | Greenish Black (RL/GNB) Dark Grayish Blue Metallic (9B/DNBM1)                       | Première année avec deux réservoirs, l'un sous la selle et l'autre au-dessus de la boîte à air, d'une capacité totale de 13,3 L.                             |
| 1990  | 2 YL 022 101                                                                   | Dark Grayish Blue Metallic (9B/DNBM1) Splendid Beige (HV/SDB)                       | |
| 1991  | 2 YL 033 101                                                                   | Dark Grayish Blue Metallic (9B/DNBM1) Splendid Beige (HV/SDB) Luminous Red (TH/LNR) | Première année avec allumage digital TCI, remplaçant l'allumage analogique précédent.                                                                        |
| 1992  | 2 YL 68 101 (guidon plat) 2 YL 73 101 (guidon courbé)                          | Gris/Bleu (DNBM1) Gris/Bleu Clair (LGBM1) Rouge (LNR)                               | |
| 1993  | 2 YL 113 101 (guidon plat) 2 YL 109 101 (guidon courbé)                        | Gris/Bleu Clair (LGBM1) Marron (GRM) Noir (BL2)                                     | |
| 1994  | 2 YL 145 101 (guidon plat) 2 YL 140 101 (guidon courbé) 2 YL 168 101 (série S) | Rouge (RES) Noir (BL2) Bleu (DGBM1)                                                 | Première année de la version « série S » avec selle capitonnée, peinture deux tons et nombreuses pièces chromées.                                            |
| 1995  | 2 YL 201 101 (guidon plat) 2 YL 195 101 (guidon courbé) 2 YL 216 101 (série S) | Rouge (RES) Noir (BL2) Marron/violet (SM)                                           | Première année avec frein avant à doubles pistons. |
| 1996  | 2 YL 243 101 (guidon plat) 2 YL 239 101 (guidon courbé) 2 YL 259 101 (série S) | Rouge (MRP) Noir (BL2) Orange (OC1) Marron/violet (SM) Bleu (NBB)                   | Boîtier de filtre à air à prise latérale côté droit. |

Au total, 10 692 unités de XV535 et 2 003 unités de XV535 S ont été vendues en France entre 1988 et 1999.
L'architecture et la technologie relativement simples de la XV 535, ainsi que son coût abordable (en 2020, il est possible de trouver des Virago 535 en bon état pour 2 000 €) en ont fait une base de nombreux projets de « customisation », notamment en bobber.
Il est possible de trouver la référence de toutes ses pièces détachées sur le site officiel Yamaha et elles sont encore disponibles dans leur quasi-totalité.

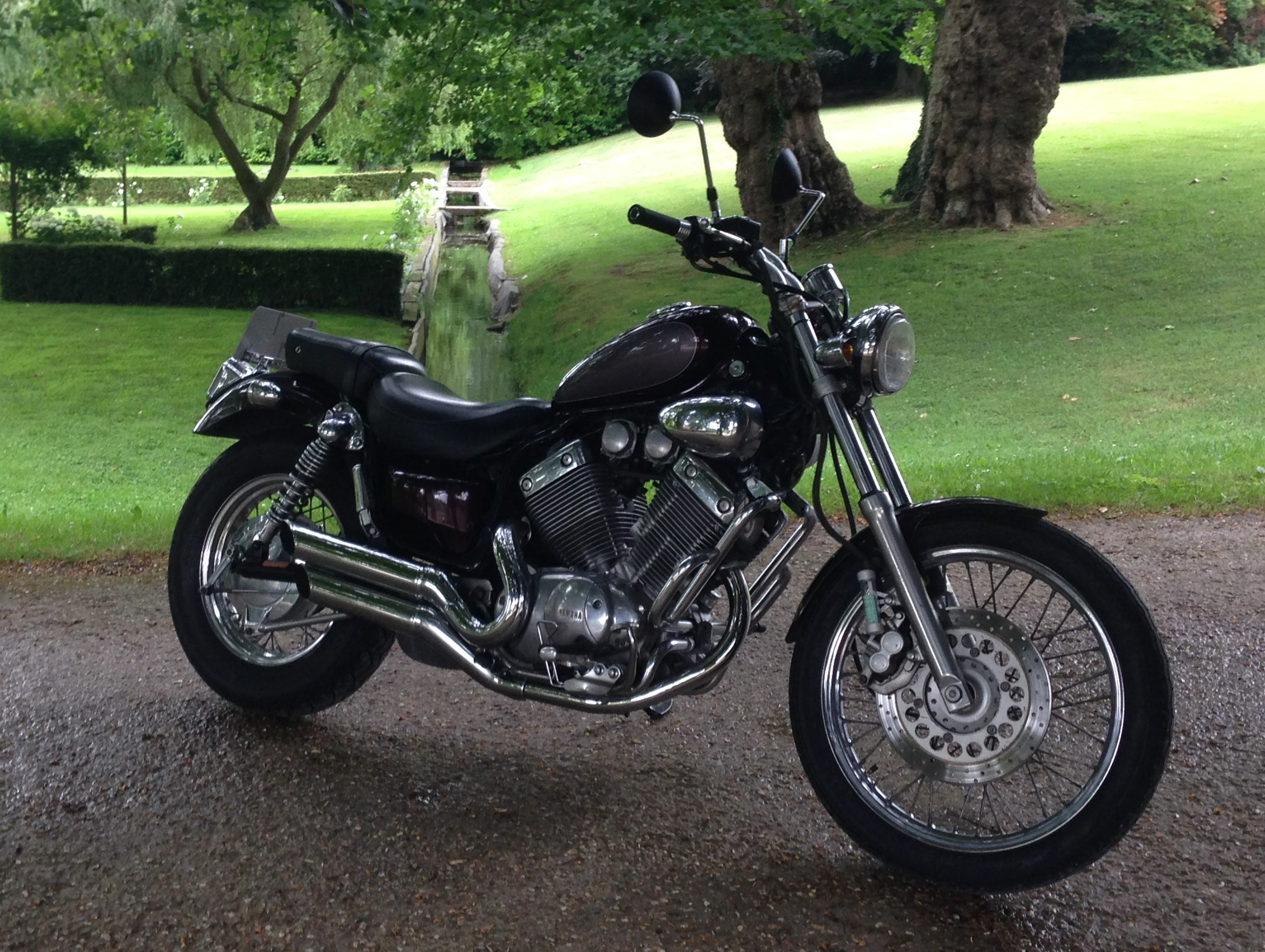
XV 535 à guidon plat (1995).
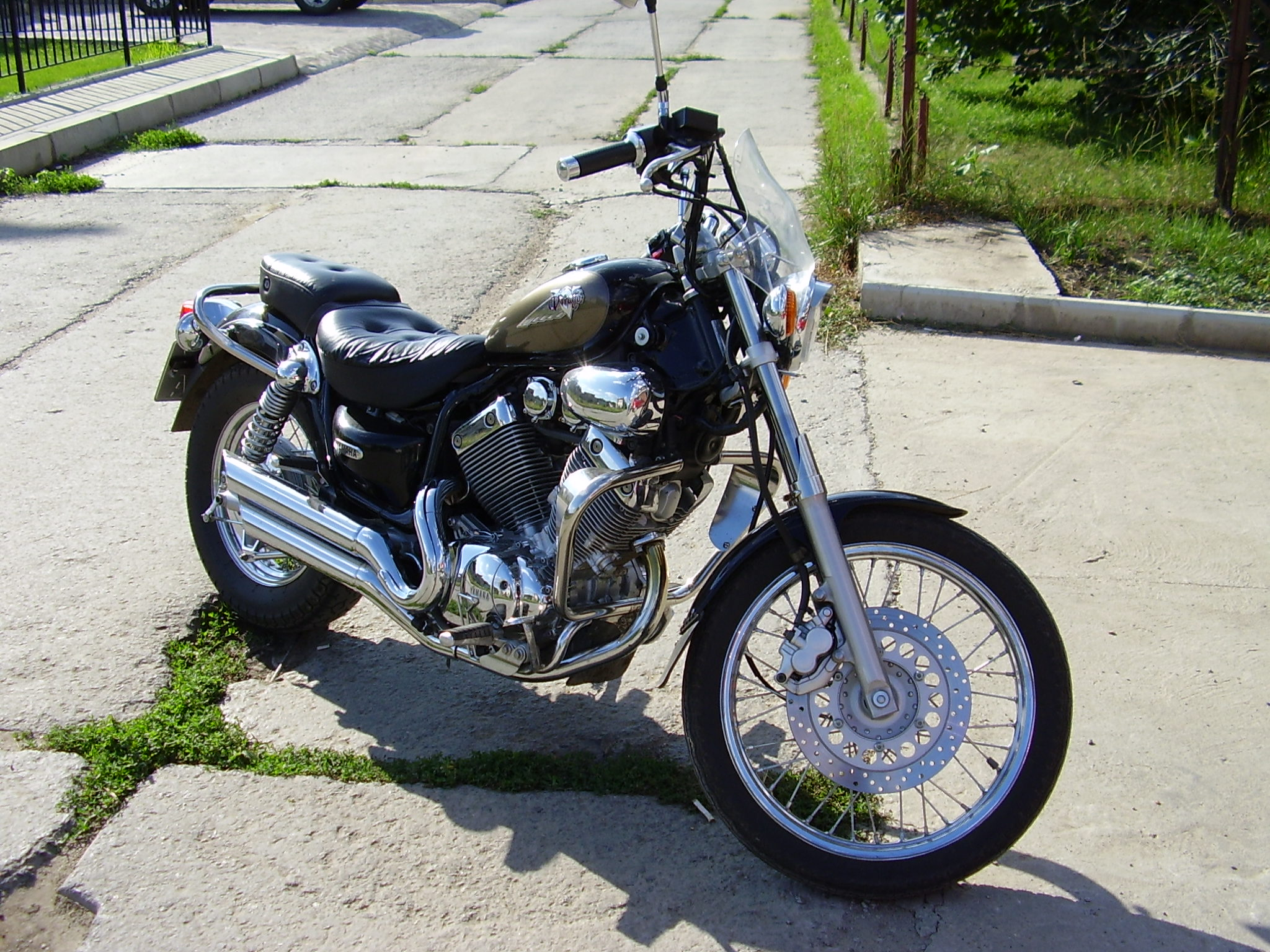
XV 535 S à guidon courbé.
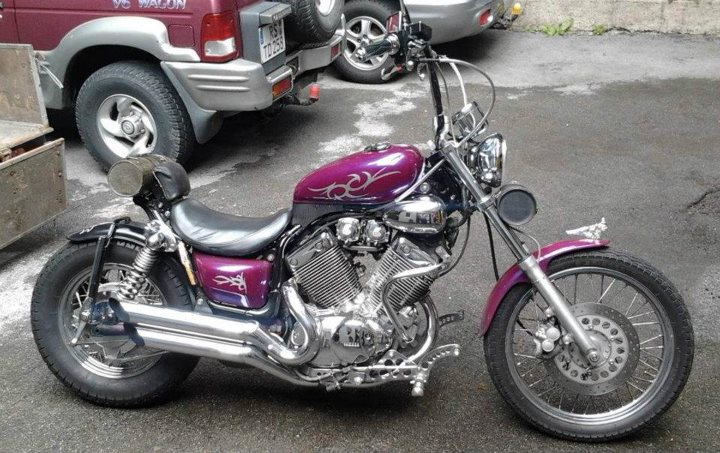
XV 535 transformée en chopper/bobber.